# August Weinberg
August Fredrik Weinberg, född 6 november 1848 i Kristine församling, Göteborg, död 25 april 1916 i Levene församling, Skaraborgs län, var en svensk godsägare och riksdagsledamot.
Weinberg var ledamot av riksdagens första kammare för Skaraborgs län 1890–1908. Han var också ledamot i Bevillningsutskottet 1894–1908. Han ägde Levene gård under en tid samt var ordförande i Levene kommunalstämma och nämnd. Vidare var han ordförande i fattigvårdsstyrelsen och hälsovården i Levene från 1877, vice ordförande i skolrådet, ordförande i bevillningsberedningen och sparbankskommittén under 20 år.